# Amt Zwingenberg
Das Amt Zwingenberg war ein Amt im Großherzogtum Baden und bestand von 1806 bis 1813. Im Jahr 1813 wurde das Amt Zwingenberg aufgelöst und in das Bezirksamt Eberbach inkorporiert.

## Geschichte
Das kurpfälzische Oberamt Mosbach kam 1803 durch den Reichsdeputationshauptschluss zum neugebildeten Fürstentum Leiningen. Durch die Mediatisierung 1806 fielen die leiningenschen Gebiete an Baden, jedoch wurde noch bis 1813 in der Verwaltungsgliederung Rücksicht auf die Standes- und Grundherren geübt. Eine Besonderheit bildet hier vor allem die Herrschaft Zwingenberg, die 1778 an die Grafen von Bretzenheim vergeben worden war, wobei die Amtsvogtei weiterhin dem Oberamt Mosbach unterstand.
Die Zugehörigkeit des Amtes Zwingenberg innerhalb der hierarchischen Gliederung der badischen Verwaltung:
- Ab 1806: Provinz des Unterrheins oder der badischen Pfalzgrafschaft (Mannheim) - Standesherrliche Ämter: brezenheimisches Amt Zwingenberg
- Ab 1809: Odenwälderkreis (Mosbach) - Standesherrliche Ämter: Amt Zwingenberg

1813 wird das Amt Zwingenberg aufgelöst und in das Bezirksamt Eberbach inkorporiert.

## Orte des Amtes
Balsbach, Ferdinandsdorf, Friedrichsdorf, Mülben, Oberdielbach, Robern, Strümpfelbrunn, Wagenschwend, Waldkatzenbach, Weisbach und Zwingenberg.